# اتین ژیلسون
اتین ژیلسون (به فرانسوی: Étienne Gilson) (متولد ۱۳ ژوئن ۱۸۸۴ در پاریس – درگذشته ۱۹ سپتامبر ۱۹۷۸ در اوسر) مورخ و فیلسوف فرانسوی و از پیروان فلسفهٔ تومیسم نو بود.

## آثار و تحصیلات
وی در سال ۱۹۱۳ موفق به اخذ دکترا شد و در همین سال دو رسالهٔ خود با نام «فهرست مدرسی-دکارتی» و «آزادی در نظر دکارت و نسبت آن با الهیات» را منتشر کرد.
از جمله آثار او کتاب «فلسفه قرون وسطی» (به فرانسوی: La Philosophie du Moyen Age) است که در سال ۱۹۲۲ تحریر نموده و کتاب دیگر او «روح فلسفهٔ قرون وسطی» (به فرانسوی: L' Esprit de la Philosophie Medievale) نام دارد که به سال ۱۹۳۲ نگاشته شده و توسط علی‌مراد داودی ترجمه و از سوی شرکت انتشارات علمی فرهنگی منتشر شده‌است.
کتاب دیگر او، «وحدت تجربه فلسفی» (به انگلیسی: The Unity of Philosophical Experience) است که احمد احمدی آن را تحت عنوان «نقد تفکر فلسفی غرب» ترجمه کرده‌است.